# Andrea Vagn Jensen
Andrea Vagn Jensen, född 22 augusti 1965 i Odder, är en dansk skådespelerska. Hon har medverkat i flera filmer och TV-serier, bland annat den danska julkalendern Jesus Och Josefine.
Vagn Jensen utbildades på Århus Teaterskola från 1986 till 1990 och var anställd vid denna teater till 1993.

## Filmografi
- To mand i en sofa (1994)
- Det store flip (1997)
- Dödlig drift (1999)
- Ørkenens juvel (2001)
- Oskar & Josefine (2005)
- Store planer (2005)
- Bag det stille ydre (2005)
- Bubbles (2006)
- Rene hjerter (2006)

## Roller i TV-serier
- Strisser på Samsø (1997-1998)
- Karrusel (1998)
- Mit liv som Bent (2001)
- Nikolaj og Julie (2002-2003)
- Vår tid är nu (2018)